# Trofeo Villa de Bilbao
El Trofeo Villa de Bilbao, fue un Trofeo de fútbol que tuvo lugar en Bilbao, teniendo como anfitrión al Athletic Club.
Se disputó en el antiguo estadio de San Mamés entre los años de 1971 y 1982. Importantes equipos españoles, como el Real Madrid, europeos, como el Bayern Múnich, Feyenoord o Aston Villa FC y americanos como el CA River Plate y Botafogo FC se dieron cita en este Torneo.
Las ediciones de 1972, 1973, 1974 y 1981 no se celebraron. Entremedias de este Trofeo, en el año año 1974, el Athletic organiza el I Trofeo Internacional del Athletic Club.

## Palmarés
Trofeo Internacional Villa de Bilbao
| Año  | Edición | Campeón                  | Resultado | Subcampeón                    | Tercero          | Resultado | Cuarto                     |
| ---- | ------- | ------------------------ | --------- | ----------------------------- | ---------------- | --------- | -------------------------- |
| 1971 | I       | Vasas Budapest SC        | 2-1       | Standard Liège                | FC Dinamo Moskva | 2-2 (pen) | Athletic Club              |
| 1975 | II      | Athletic Club            | 3-0       | Queens Park Rangers FC        | SL Benfica       | 2-0       | Real Sociedad              |
| 1976 | III     | Feyenoord                | 2-1       | Standard Liège                | Athletic Club    | 0-0       | Derby County FC            |
| 1977 | IV      | Athletic Club            | 1-0       | FC Dinamo de Kiev             | RSC Anderlecht   | 4-3       | Aston Villa FC             |
| 1978 | V       | Athletic Club            | 4-2       | PSV Eindhoven                 | CA River Plate   | 3-0       | CF Os Belenenses           |
| 1979 | VII     | Nottingham Forest FC     | 2-1       | Fotbal Club Dinamo București, | Botafogo FC      | 3-0       | Athletic Club              |
| 1980 | VIII    | Borussia Mónchengladbach | 2-0       | Bohemians Praha               | Athletic Club    | 1-0       | Wolverhampton Wanderers FC |
| 1982 | IX      | Clube Atlético Mineiro   | 0-0 (pen) | Athletic Club                 | Vitória SC       | 2-0       | Hamburger SV               |

Trofeo Internacional Athletic Club
| Año  | Edición | Campeón   | Resultado | Subcampeón    | Tercero       | Resultado | Cuarto            |
| ---- | ------- | --------- | --------- | ------------- | ------------- | --------- | ----------------- |
| 1974 | I       | Feyenoord | 2-2 (pen) | Athletic Club | RWD Molenbeek | 5-1 (pen) | FC Bayern Múnchen |

## Campeones (Villa de Bilbao)
- Athletic Club 3: 1975, 1977, 1978.
- Vasas Budapest SC 1: 1971.
- Feyenoord 1: 1976.
- Nottingham Forest FC 1: 1979.
- Borussia Mónchengladbach 1: 1980.
- Eintracht Frankfurt 1: 1972.
- Clube Atlético Mineiro 1: 1982.

## Campeones (Trofeo Internacional Athletic Club)
- Feyenoord 1: 1974.